# Agathotoma alcippe
Agathotoma alcippe é uma espécie de gastrópodes pertencente a família Mangeliidae.